# Fleischklopfer

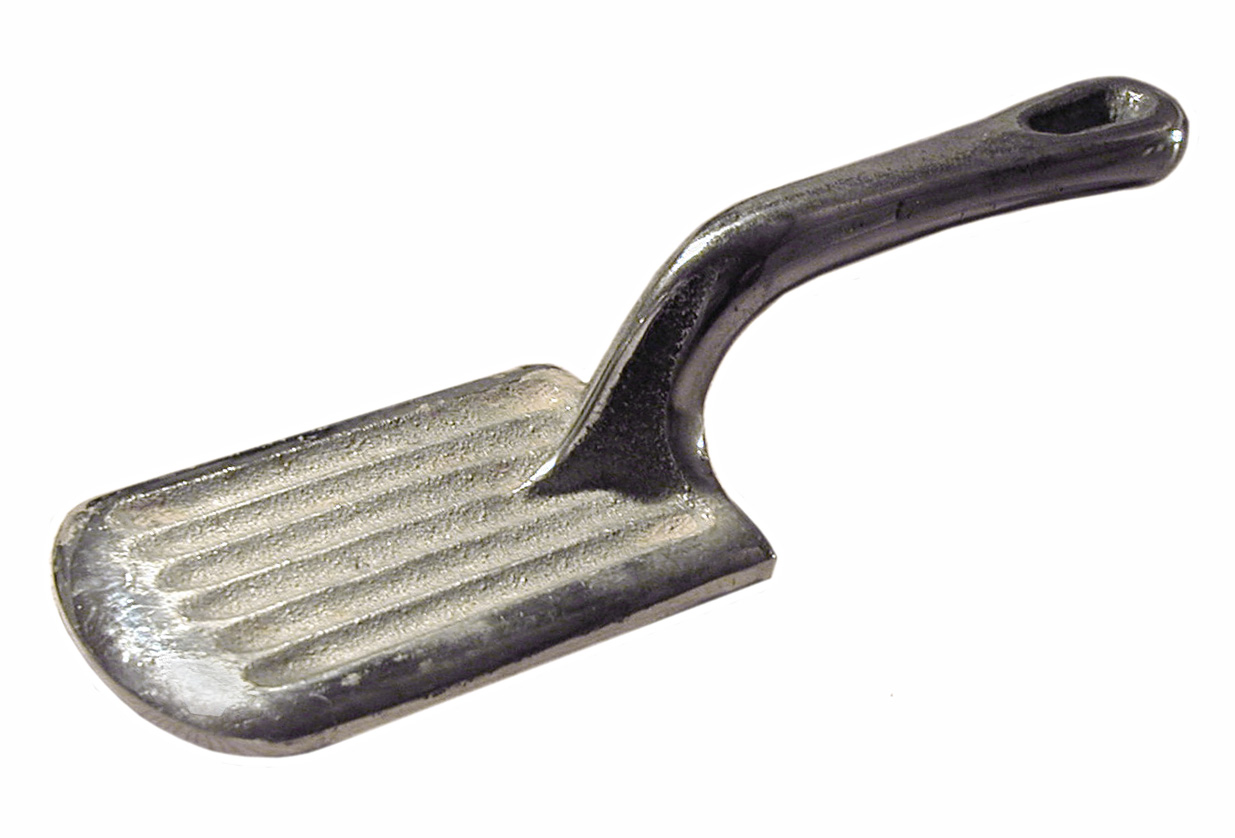
Plattiereisen

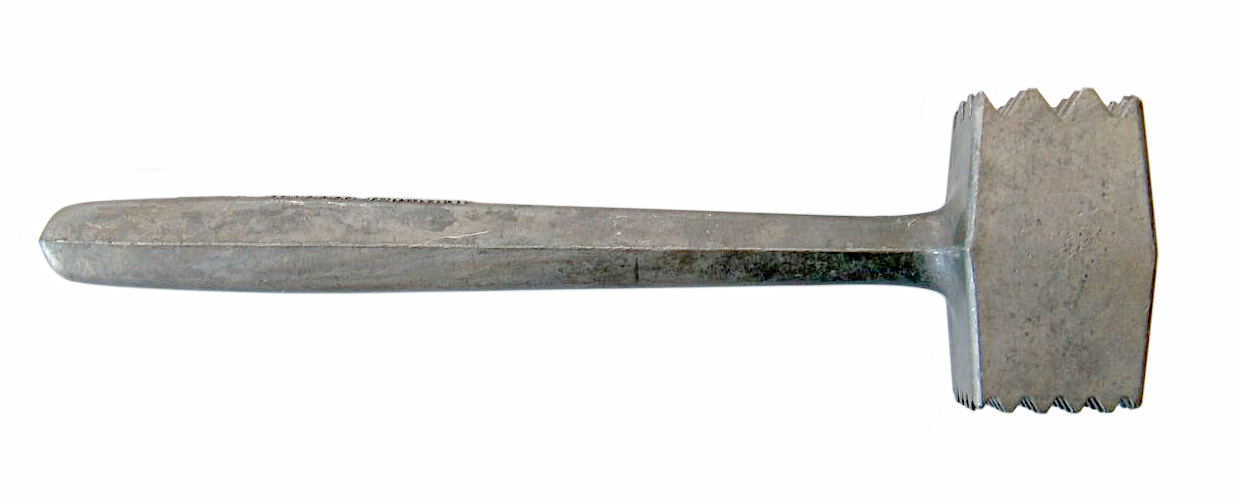
Fleischhammer

Ein Fleischklopfer, Schnitzelklopfer, Fleischhammer, Plattiereisen oder in Österreich auch Schnitzelpracker, ist ein Küchenwerkzeug, das dazu dient, Fleischscheiben wie z. B. Schnitzel flachzuklopfen. Er besteht aus einer schweren, etwa handgroßen Metallplatte mit einem seitlich erhöhten Handgriff. Je nach Modell ist die Unterseite der Platte glatt oder mit einem gezackten Profil versehen.
Durch Schläge mit dem Fleischklopfer wird das Gewebe gelockert und die Fleischscheibe größer und flacher. In der Küchensprache heißt dieser Vorgang Mürben bzw. Plattieren. Besonders bei profilierten Fleischklopfern kann die Gewebestruktur sogar zerstört werden. Deshalb sollte man zartes Fleisch wie z. B. Steaks nicht oder nur leicht mit einem glatten Fleischklopfer behandeln. Profilierte Fleischklopfer dienen vor allem zum Mürbemachen zäher, also bindegewebsreicher Fleischstücke.
Ein Fleischhammer dient ebenfalls dem Mürbemachen zäher Fleischstücke. Durch seine kleinere, stark profilierte Schlagfläche und den längeren Stiel ist seine Wirkung deutlich stärker. Fleischhämmer werden aus Holz, Metall oder Kunststoff hergestellt.